# John Candy

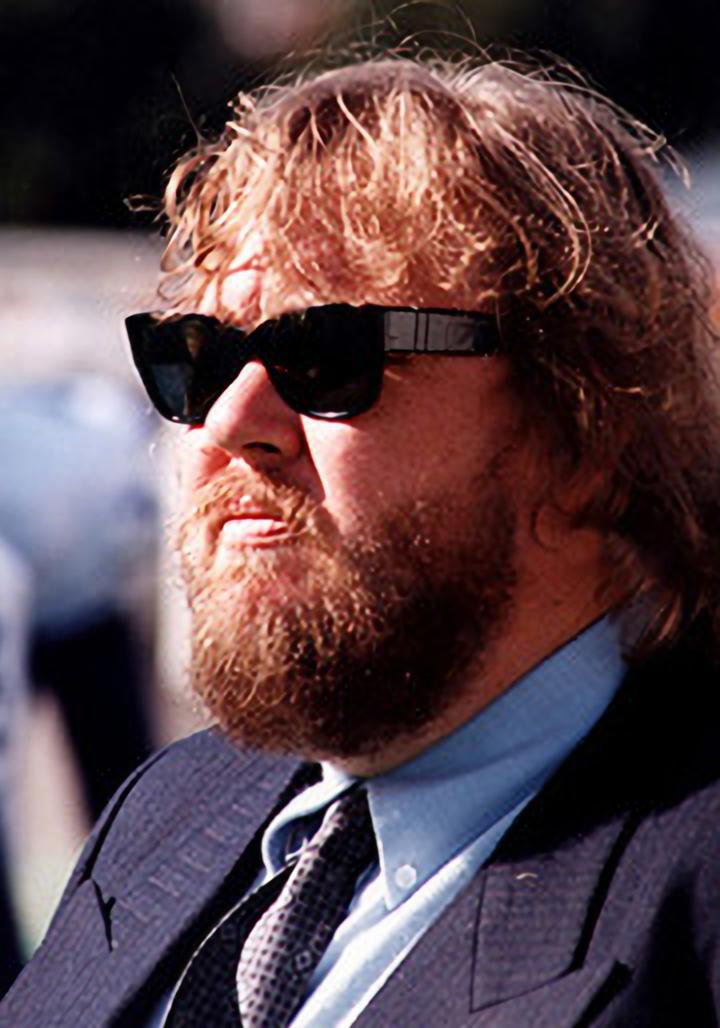
John Candy a Hamilton in Ontario (Canada) nel 1993.

John Franklin Candy (Toronto, 31 ottobre 1950 – Durango, 4 marzo 1994) è stato un attore e comico canadese.

## Biografia
Cresciuto in una famiglia cattolica di classe operaia, figlio di Sidney James Candy (1920–1955) ed Evangeline Aker (1916–2009), partecipò a svariati corsi di arte drammatica, provando diverse audizioni fin dalla gioventù. Suo padre morì a soli 35 anni, affetto da problemi al cuore, quando l'attore aveva solo cinque anni. Terminati gli studi entrò a far parte del Teatro dei bambini dell'Ontario, e collezionò qualche apparizione televisiva sulla CBC canadese in produzioni per ragazzi. Lavora con Steven Spielberg al film 1941 - Allarme a Hollywood (1979), poi ottenne un ruolo nel film The Blues Brothers (1980) di John Landis, sempre al fianco di John Belushi e Dan Aykroyd, e in Stripes - Un plotone di svitati (1981).
Nel 1984 arrivò il primo ruolo di rilievo con Splash - Una sirena a Manhattan, con Tom Hanks, e successivamente lavorò a La piccola bottega degli orrori (1986). Nel 1987 venne diretto da Mel Brooks nel satirico Balle spaziali. Degna di nota la sua interpretazione al fianco di Steve Martin nel film Un biglietto in due (1987) per la regia di John Hughes. Nel 1989 tornò sotto la direzione di Hughes come protagonista della commedia Io e zio Buck. Il film riscosse notevole successo di pubblico e nel 1990 generò anche una serie televisiva, Mio zio Buck. Candy comparve anche nel celebre film natalizio Mamma, ho perso l'aereo (1990), nel ruolo di un suonatore di musica country e polka, che insieme al suo gruppo riaccompagnerà a casa la madre del personaggio di Macaulay Culkin. 
Ricoprì anche ruoli drammatici, come quello di Dean Andrews in JFK - Un caso ancora aperto (1991), diretto da Oliver Stone. Sempre nel 1991 partecipa ad un'altra commedia, Fuori di testa. Il suo ultimo film fu Wagons East! (1994), accolto negativamente da critica e pubblico, seguito nel 1995 da un'interpretazione postuma nel film Operazione Canadian Bacon.
Candy lottò per molti anni con problemi di salute legati al peso, era inoltre un forte fumatore e bevitore, e da giovane aveva fatto uso di cocaina. Fu inoltre sottoposto a un notevole grado di stress durante la realizzazione del film Wagons East!. Fece un notevole sforzo per migliorare il suo stato di salute negli ultimi anni della sua vita: aveva smesso di fumare e aveva incominciato a dimagrire. Nella sua famiglia c'erano stati diversi soggetti cardiopatici - suo padre Sidney morì per un infarto a 35 anni - e Candy era stato più volte messo in guardia dai medici, ma ebbe sempre problemi a controllare il proprio peso.

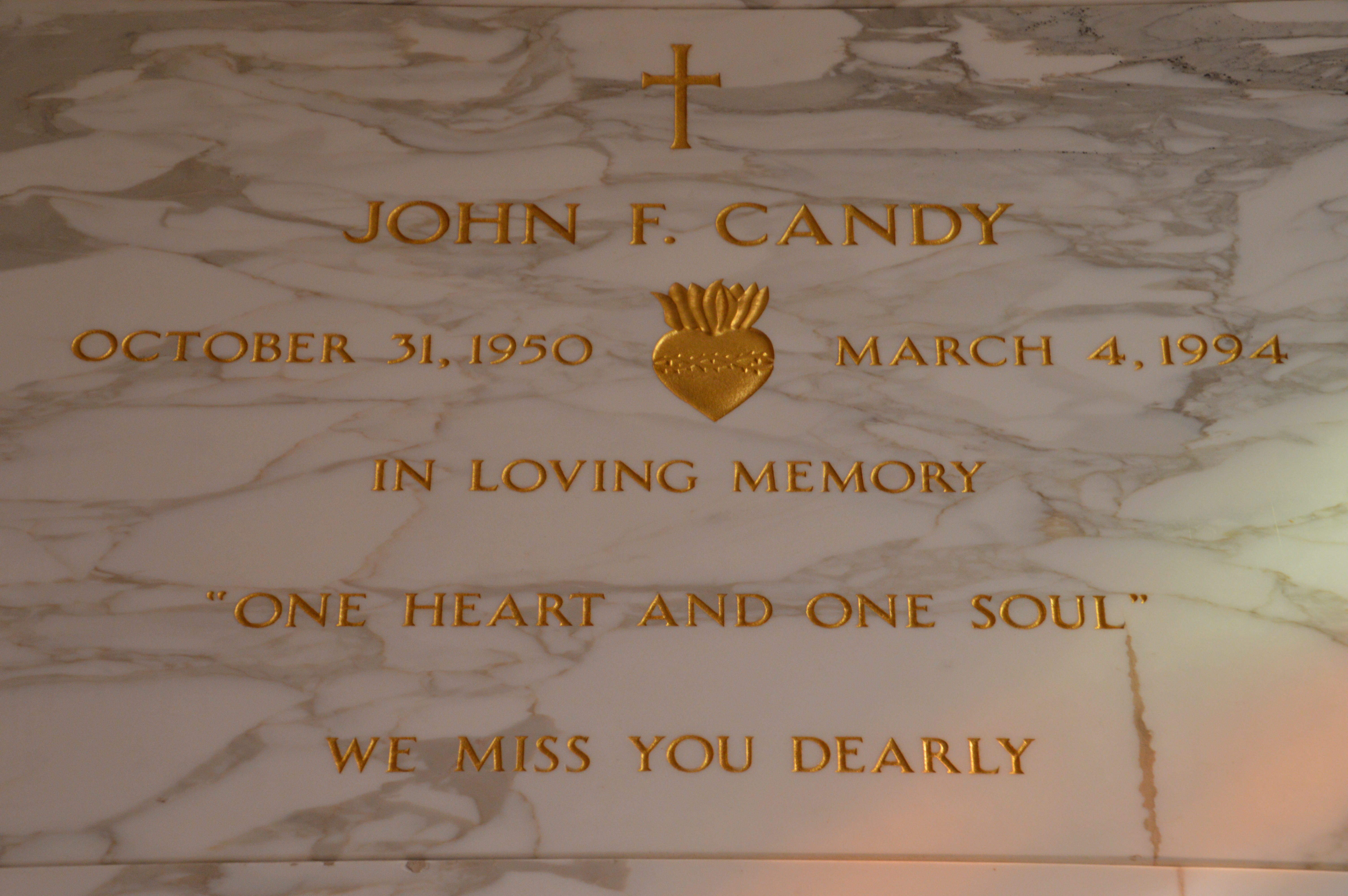
Tomba di John Candy all'Holy Cross Cemetery di Culver City

Candy morì nel sonno il 4 marzo 1994 a soli 43 anni, a Durango (in Messico), mentre era impegnato nelle riprese del film Wagons East!. La causa fu un presunto infarto miocardico anche se ciò non fu dimostrato, poiché non venne eseguita alcuna autopsia. Candy morì prima che il film potesse essere concluso e il regista Peter Markle lo dedicò a lui: prima dei titoli di coda compare infatti un omaggio che reca le parole "In Loving Memory of John Candy". Il critico Roger Ebert ha citato in particolare il film Wagons East! come "un triste modo per John Candy di finire la carriera", ma ha dichiarato che la sua eredità è già ineguagliabile e permanente, e sarebbe sopravvissuta a questo film. Fu cremato e le sue ceneri sono sepolte all'Holy Cross Cemetery a Culver City, California. La sua morte è stata associata anche alla maledizione di Atuk, una sceneggiatura che avrebbe "ucciso" molte delle persone che vi avrebbero lavorato o si sarebbero dette interessate a essa. Sebbene si tratti di una leggenda metropolitana, dopo la morte di attori come John Belushi, Phil Hartman, Sam Kinison e lo stesso Candy, il progetto cadde nel dimenticatoio.

## Vita privata
A Candy sopravvissero la moglie, Margaret Rosemary Hobor (che aveva sposato nel 1979), i loro figli Jennifer (1980) e Christopher (1984), suo fratello Jim (1947-2011) e sua madre Evangeline (1916-2009).

## Omaggi
- Candy è stato inserito nella Walk of Fame Canada.
- Il film Blues Brothers - Il mito continua (2000) è dedicato a tre persone, tra cui Candy e l'amico John Belushi.

## Filmografia

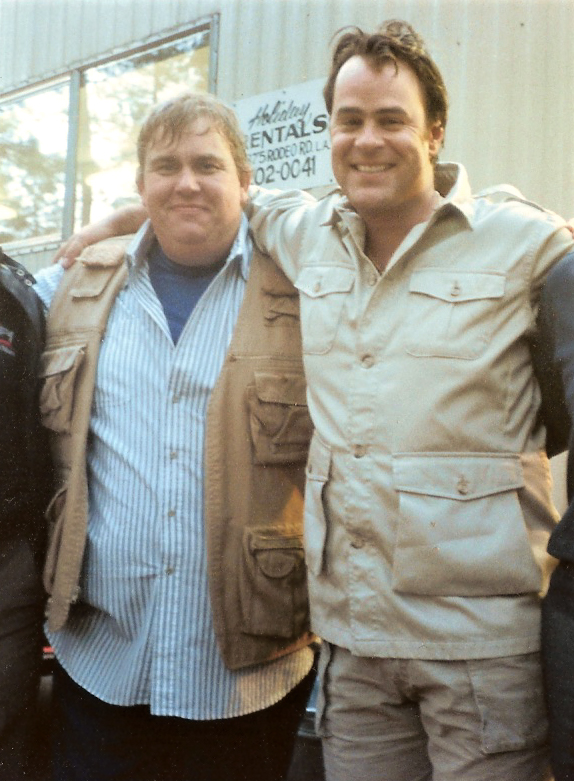
John Candy e Dan Aykroyd sul set del film Non è stata una vacanza... è stata una guerra! (1988)

### Cinema
- Class of '44, regia di Paul Bogart (1973) (non accreditato)
- Quel che conta è il conto in banca (It Seemed Like a Good Idea at the Time), regia di John Trent (1975)
- Tunnel Vision regia di Neal Israel e Bradley R. Swirnoff (1976)
- The Clown Murders, regia di Martyn Burke (1976)
- Find the Lady, regia di John Trent (1976)
- L'amico sconosciuto (The Silent Partner), regia di Daryl Duke (1978)
- Marito in prova (Lost and Found), regia di Melvin Frank (1979)
- 1941 - Allarme a Hollywood (1941), regia di Steven Spielberg (1979)
- Doppio Negativo (Double Negative), regia di George Bloomfield (1980)
- The Blues Brothers, regia di John Landis (1980)
- Stripes - Un plotone di svitati (Stripes), regia di Ivan Reitman (1981)
- National Lampoon's Vacation, regia di Harold Ramis (1983)
- Going Berserk, regia di David Steinberg (1983)
- Splash - Una sirena a Manhattan (Splash), regia di Ron Howard (1984)
- Chi più spende... più guadagna! (Brewster's Millions), regia di Walter Hill (1985)
- Sesame Street Presents Follow That Bird, regia di Ken Kwapis (1985)
- Una vacanza di troppo (Summer Rental), regia di Carl Reiner (1985)
- Un ponte di guai (Volunteers), regia di Nicholas Meyer (1985)
- Pazzi da legare (Armed and Dangerous), regia di Mark L. Lester (1986)
- La piccola bottega degli orrori (Little Shop of Horrors), regia di Frank Oz (1986)
- Balle spaziali (Spaceballs), regia di Mel Brooks (1987)
- Un biglietto in due (Planes, Trains & Automobiles), regia di John Hughes (1987)
- Un amore rinnovato (She's Having a Baby), regia di John Hughes (1988) (non accreditato)
- Non è stata una vacanza... è stata una guerra! (The Great Outdoors), regia di Howard Deutch (1988)
- Chi è Harry Crumb? (Who's Harry Crumb?), regia di Paul Flaherty (1989)
- La corsa più pazza del mondo 2 (Speed Zone!), regia di Jim Drake (1989)
- Io e zio Buck (Uncle Buck), regia di John Hughes (1989)
- I guerrieri della strada (Masters of Menace), regia di Daniel Raskov (1990) - cameo
- Mamma, ho perso l'aereo (Home Alone), regia di Chris Columbus (1990)
- Nient'altro che guai (Nothing But Trouble), regia di Dan Aykroyd (1991)
- Tutto può accadere (Career Opportunities), regia di Bryan Gordon (1991) (non accreditato)
- Cara mamma, mi sposo (Only the Lonely), regia di Chris Columbus (1991)
- Fuori di testa (Delirious), regia di Tom Mankiewicz (1991)
- JFK - Un caso ancora aperto (JFK), regia di Oliver Stone (1991)
- Sette criminali e un bassotto (Once Upon a Crime...), regia di Eugene Levy (1992)
- La recluta dell'anno (Rookie of the Year), regia di Daniel Stern (1993) (non accreditato)
- Cool Runnings - Quattro sottozero (Cool Runnings), regia di Jon Turteltaub (1993)
- Wagons East!, regia di Peter Markle (1994) - postumo
- Operazione Canadian Bacon (Canadian Bacon), regia di Michael Moore (1995) - postumo

### Televisione
- Jack London (Jack London's Tales of the Klondike) – serie TV, 1 episodio (1981)
- The Last Polka, regia di John Blanchard (1985)
- Boris e Natasha (Boris and Natasha), regia di Charles Martin Smith (1992)

## Doppiatori italiani
Nelle versioni in italiano delle opere in cui ha recitato, John Candy è stato doppiato da:
- Paolo Buglioni in Chi più spende... più guadagna!, Mamma, ho perso l'aereo, Cara mamma, mi sposo
- Vittorio Stagni in Una vacanza di troppo, Pazzi da legare, Un amore rinnovato
- Manlio De Angelis in The Blues Brothers, Chi è Harry Crumb?
- Giorgio Lopez in La piccola bottega degli orrori, Sette criminali e un bassotto
- Massimo Corvo in Un biglietto in due, Tutto può accadere
- Roberto Rizzi in 1941 - Allarme a Hollywood
- Sergio Di Giulio in Stripes - Un plotone di svitati
- Pietro Biondi in National Lampoon's Vacation
- Mino Caprio in Going Berserk
- Renato Cortesi in Splash - Una sirena a Manhattan
- Marco Mete in Un ponte di guai
- Massimo Giuliani in Balle spaziali
- Angelo Maggi in Non è stata una vacanza... è stata una guerra!
- Renato Cecchetto in Io e zio Buck
- Maurizio Mattioli in Nient'altro che guai
- Giampaolo Saccarola ne La corsa più pazza del mondo 2
- Raffaele Fallica in Fuori di testa
- Sergio Tedesco in JFK - Un caso ancora aperto
- Eugenio Marinelli in La recluta dell'anno
- Alessandro Rossi in Cool Runnings - Quattro sotto zero
- Francesco Caruso Cardelli in Wagon East!
- Enzo Avolio in Operazione Canadian Bacon
- Emiliano Coltorti in Stripes - Un plotone di svitati (ridoppiaggio)

Da doppiatore è sostituito da:
- Alessandro Rossi in Heavy Metal (Dan)
- Vittorio Stagni in Heavy Metal (Robot)
- Carlo Bonomi in Don, un cavallo per amico
- Oliviero Dinelli in Bianca e Bernie nella terra dei canguri
- Renato Cecchetto in Che magnifico campeggio!